# Niort-de-Sault
Niort-de-Sault – miejscowość i gmina we Francji, w regionie Oksytania, w departamencie Aude.
Według danych na rok 1990 gminę zamieszkiwały 53 osoby, a gęstość zaludnienia wynosiła 2 osoby/km² (wśród 1545 gmin Langwedocji-Roussillon Niort-de-Sault plasuje się na 847. miejscu pod względem liczby ludności, natomiast pod względem powierzchni na miejscu 251.).